# FINAL CUT
《FINAL CUT》，為日本關西電視台製作，富士聯播網於週二21:00 - 21:54（JST）火九時段，2018年1月9日起播出的日本電視劇。由龜梨和也主演。

## 故事概要
網站「MP.info.net」的管理人，同時也是警察的中村慶介，12年前――2006年3月12日，媽媽早川恭子經營的幼兒園附近，發現一名女童的屍體。母親被懷疑是犯人而被媒體大肆報導，導致母親自殺。而中村一邊展開向媒體工作人員的復仇，一邊尋找當時母親生前看見的真犯人...。

## 登場人物

### 主角
中村 慶介〈30〉（粵語配音：鄧肇基）
飾 - 龜梨和也（幼少期：遠藤颯、高校時：細田佳央太）
網站「MP.info.net」管理員。舊姓早川。

### 新聞節目《The Premium wide》
百百濑 塁〈45〉（粵語配音：楊耀泰）
飾 - 藤木直人

小池 悠人〈32〉（粵語配音：簡懷甄）
飾 - 林遣都

皆川 義和〈40〉（粵語配音：郭湛深）
飾 - 谷井一郎

井出 正彌〈50〉（粵語配音：鄧燦陽）
飾 - 杉本哲太

真崎 久美子〈40〉（粵語配音：王綺婷）
飾 - 水野美紀

波木 さえ（粵語配音：王慧珠）
飾 - 青谷優衣
播音員。
高野 晴哉（粵語配音：李家傑）
飾 - 小園凌央
穗積 菜美
飾 - 伊藤梨沙子（粵語配音：黎皓宜）
上記2名為新人工作員。
武井 智明（粵語配音：郭湛深）
飾 - 久保田武人
情報制作局情報部フロア指導者。
海老沼 肇（粵語配音：簡懷甄）
飾 - 是近敦之
副調整室主任。
番組內語手。（粵語配音：鄧燦陽）
聲 - 三木俊英

### 小河原家
小河原 雪子〈30〉（粵語配音：王慧珠）
飾 - 栗山千明（幼少期：鈴木花音、高校時：毛利愛美）

小河原 若葉〈22〉（粵語配音：黎皓宜）
飾 - 橋本環奈（幼少期：落井実結子、小学時：狩野海音）

小河原 祥太〈35〉（粵語配音：簡懷甄）
飾 - 山崎育三郎（少年期：梅田希）

小河原 達夫〈60〉（粵語配音：楊耀泰）
飾 - 升毅

小河原 夏美〈55〉（粵語配音：王綺婷）
飾 - 長野里美

### 警視廳
高田 清一郎〈48〉（粵語配音：李家傑）
飾 - 佐佐木藏之介
新宿中央署副署長。
芳賀 恒彥〈52〉（粵語配音：簡懷甄）
飾 - 鶴見辰吾
警視廳刑事部部長。
神野 久志〈58〉（粵語配音：郭湛深）
飾 - 大河內浩
新宿中央署署長。芳賀的側近。
齋藤 廣實
飾 - 吉田大樹

宇野 翔太
飾 - 朝山新

### 其他
野田 大地〈26〉（粵語配音：郭湛深）
飾 - 髙木雄也（Hey! Say! JUMP）

早川 恭子〈享年40〉（粵語配音：王夢華）
飾 - 裕木奈江
慶介的母親。保育園「ルミナスキッズ」園長。
熊谷 志穗〈享年5〉
飾 - 田中乃愛

### 客串

#### 第1集
江藤 喜美子（粵語配音：王夢華）
飾 ‐ 矢田亞希子

江藤瑞希〈4〉（粵語配音：王慧珠）
飾 - 寶邉花帆美
喜美子的女兒。
江藤 裕司（粵語配音：郭湛深）
演 - 足立智充
喜美子的夫。
伊延 彰（粵語配音：簡懷甄）
演 - 長田成哉
英明大學附属病院小兒中央小兒循環器科医師。
庄司
飾 - 右近良之
雪子的上司。
井出愛瑪（粵語配音：王綺婷）
飾 - 押田惠（第5集）
井出的妻
漆間 イオリ〈享年60〉
飾 ‐ 春風瞳
大物歌手。
授賞式的司会者
飾 - 岡安譲（關西電視台音員）

#### 第2集
住吉 浩平〈39〉（粵語配音：郭湛深）
飾 ‐ 高橋努
朱保野市大家女性殺害事件的嫌疑犯。拉面店「まる玉」店長。身長約180cm。体重約70kg。
河合 千尋〈享年40〉
飾 - 松尾玲子
朱保野市大家女性殺害事件的被害者。
河合 史郎（粵語配音：鄧燦陽）
飾 ‐ 田中幸太朗
千尋的夫。
真崎 茜（粵語配音：王慧珠）
飾 - 田幡妃菜
真崎的娘。

#### 第3集
澤渡 美登利（さわたり みどり）〈38〉（粵語配音：王夢華）
演 - 關惠美
千葉縣立椿丘中學合唱部顧問。
佐久間 琴乃
演 - 柴田杏花
合唱部部員。被澤渡任命為獨唱擔當，而被三位女同學欺負的人。
横田 帆波（粵語配音：黎皓宜）
演 - 川島玲遙
欺負事件的主謀。
五十嵐 萌（粵語配音：王慧珠）
演 - 越後はる香
同夥。
北沢 桐子（粵語配音：楊樂瑤）
演 - 八木優希
欺負事件後心生不安，跑去找小池說明事件經過。
電視人物主持人
演 - 關純子、豐田康雄

#### 第4集
藤井 夢（ふじい ゆめ）〈9〉（粵語配音：王慧珠）
演 - 坂井悠莉
有名的童星，因意外從樓梯上跌了下來。
成田 光喜（なりた こうき）〈11〉（粵語配音：王綺婷）
演 - 樋口海斗
被懷疑是將夢推下樓梯的小孩，而被媒體追著跑。
成田 佳代（粵語配音：黎皓宜）
演 - 陽月華
光喜的媽媽。

#### 第5集
井關 泰人（粵語配音：李家傑）
演 - 石井智也
信用金庫職員。
小池企劃的特輯中，在節目中告發自己待的公司是黑心企業。在第2彈製作決定，卻又突然放送終止的時候，因無法接受而向MP.info.net寫了信的人。
紗香（粵語配音：王綺婷）
演 - 真中乃亞
被解雇的報導員
百百瀬 薰（代理）（ももせ かおる）（粵語配音：王夢華）
演 - あらいすみれ
百百瀬花錢雇的假老婆。

#### 第6集
矢口 透（やぐち とおる）〈31〉（粵語配音：黃尉斯）
演 - 中村倫也
與同居女友柴滿是青梅竹馬，在吵架之後女友被殺，因為身為遺體第一發現者而被媒體及社會大眾認為是嫌疑犯。因為本身在IT業工作而找到了慶介的住址，投靠一晚後失蹤。
柴 滿（しば みちる）〈31〉（粵語配音：王綺婷）
演 - 今野杏南
料理研究家。
城山 梓（しろやま あずさ）（粵語配音：鄭家蕙）
演 - 奧村佳惠
柴滿的助手。
湯浅 光明（ゆあさ みつあき）（粵語配音：李家傑）
演 ‐ 中野剛
捜査一課長。以妨礙公務的罪名下令追捕逃亡的嫌疑犯透。

#### 第7集
熊谷 幸子（くまがい さちこ）（第8、9集）
演 - 高橋薰
12年前殺害事件的被害者熊谷志穂的媽媽。對慶介的媽媽抱有恨意。

#### 第8集
木戸 弓子（きど ゆみこ）（粵語配音：王慧珠）
演 - 大島蓉子
12年前在小河原法律事務所的女性事務員。現在在玉木法律事務所當事務員。12年前事件的隔天、在廁所馬桶中發現一張SD卡。

#### 第9集（最終話）
牧瀬（まきせ）（粵語配音：鄧燦陽）
演 - 小松利昌
榮修大學附属病院醫師。若葉的主治醫生。
百百瀬 薰（本人）（ももせ かおる）（粵語配音：黎皓宜）
演 - 霧島麗香
百百瀬真正的妻子。

## 工作人員
- 劇本 - 金子亞里沙
- 配樂 - 菅野祐悟
- 主題曲 - KAT-TUN《Ask Yourself》（J Storm）[6]
- 製作 - ジニアス
- 導演 - 三宅喜重、日暮謙
- 製作人 - 豐福陽子
- 出品 - 關西電視台

## 播出日期
| 集數                                                   | 播出日期 | 日文標題 | 中文標題 | 導演     | 收視率 | 備註       |
| ------------------------------------------------------ | -------- | -------- | -------- | -------- | ------ | ---------- |
| 1                                                      | 1月09日  |          |          | 三宅喜重 | 7.2％  | 延長15分鐘 |
| 2                                                      | 1月16日  |          |          | 三宅喜重 | 6.5%   |            |
| 3                                                      | 1月23日  |          |          | 三宅喜重 | 6.5%   |            |
| 4                                                      | 1月30日  |          |          | 日暮謙   | 6.5%   |            |
| 5                                                      | 2月06日  |          |          | 三宅喜重 | 6.7%   |            |
| 6                                                      | 2月13日  |          |          | 日暮謙   | 6.8%   |            |
| 7                                                      | 2月27日  |          |          | 三宅喜重 | 6.9%   | 延長20分鐘 |
| 8                                                      | 3月06日  |          |          | 日暮謙   | 7.1%   |            |
| 9                                                      | 3月13日  |          |          | 三宅喜重 | 7.5%   | 延長54分鐘 |
| 平均收視率6.9%（收視率由Video Research於關東地區統計） |          |          |          |          |        |            |

## 外部連結
- FINAL CUT（页面存档备份，存于） - 關西電視台（日語）
- FINAL CUT 公式的X（前Twitter）

| 日本 關西電視台 週二晚間九點連續劇     | 日本 關西電視台 週二晚間九點連續劇            | 日本 關西電視台 週二晚間九點連續劇 |
| -------------------------------------- | --------------------------------------------- | ---------------------------------- |
|                                        | FINAL CUT （2018.01.09 - 2018.03.13）         |                                    |
| 明日的約定 （2017.10.17 - 2017.12.19） | Signal 長期未解決事件搜查班 （2018.04.10 - ） |                                    |

| 香港 有線劇集台 星期六 20:00 - 21:00         | 香港 有線劇集台 星期六 20:00 - 21:00 | 香港 有線劇集台 星期六 20:00 - 21:00 |
| -------------------------------------------- | ------------------------------------ | ------------------------------------ |
|                                              | 致命影像 （2018.05.26 - 2018.07.28） |                                      |
| 世上最美麗的離別 （2018.04.14 - 2018.05.19） | 搏命保鑣 （2018.08.04 - 2018.09.29） |                                      |

| 香港 香港開電視 星期一至五 22:30 - 23:30 · 2月15日及2月25日 22:25 - 23:30 | 香港 香港開電視 星期一至五 22:30 - 23:30 · 2月15日及2月25日 22:25 - 23:30 | 香港 香港開電視 星期一至五 22:30 - 23:30 · 2月15日及2月25日 22:25 - 23:30 |
| ------------------------------------------------------------------------- | ------------------------------------------------------------------------- | ------------------------------------------------------------------------- |
|                                                                           | 致命影像 （2019.02.15 - 2019.02.28）                                      |                                                                           |
| 還來得及再愛你 （2019.02.04 - 2019.02.14）                                | 再生敵人 （2019.03.01 - 2019.03.29）                                      |                                                                           |